# Manhaut e Tausiar
Manhaut e Tausiar (en francès Maignaut-Tauzia) és un municipi francès situat al departament del Gers i a la regió d'Occitània.

## Demografia
| 1962                                       | 1968 | 1975 | 1982 | 1990 | 1999 | 2006 |
| ------------------------------------------ | ---- | ---- | ---- | ---- | ---- | ---- |
| 154                                        | 169  | 142  | 142  | 195  | 181  | 213  |
| Des de 1962: població sense dobles comptes |      |      |      |      |      |      |

## Administració
| Període   | Identitat      | Partit |
| --------- | -------------- | ------ |
| 1977-1995 | Jean Salaün    |        |
| 1995-     | Francis Dupouy | PCF    |